# Pallaskenry
Pallaskenry (iriska: Pailís Chaonraí) är en ort i republiken Irland.   Den ligger i grevskapet County Limerick och provinsen Munster, i den centrala delen av landet, 190 km väster om huvudstaden Dublin. Pallaskenry ligger 13 meter över havet och antalet invånare är 664.
Terrängen runt Pallaskenry är platt. Havet är nära Pallaskenry åt nordväst.Runt Pallaskenry är det ganska glesbefolkat, med 32 invånare per kvadratkilometer. Närmaste större samhälle är Limerick, 16,7 km öster om Pallaskenry. Trakten runt Pallaskenry består i huvudsak av gräsmarker.